# Muniba Mazari
Muniba Mazari (née le 3 mars 1987) est une artiste peintre, écrivain et activiste pakistanaise. Elle est ambassadrice nationale du Pakistan auprès de l’ONU.

## Biographie
Muniba Mazari est mariée de force à l'âge de 18 ans. À la suite d'un grave accident de la route en 2007, elle perd l'usage de ses jambes. Son mari, lui, l’a abandonnée sur les lieux du drame. Son poignet, sa clavicule et toute sa cage thoracique sont fracturés. Elle perd également le contrôle de sa continence urinaire, aujourd’hui elle doit faire ses besoins dans un sac. Elle se retrouve à 21 ans paraplégique et en fauteuil roulant. 
Elle choisit l’art pour se libérer de son handicap et le transcender, notamment à travers la peinture, expression de ses aspirations et de ses rêves comme des souffrances qu’elle a traversées. 
Le long parcours médical qu’elle traverse, accompagné de douleurs physiques intenses, l’amène à se rapprocher d’autres personnes en souffrance. Elle devient une activiste qui encourage les femmes à relever la tête après avoir subi des discriminations ou des violences.
C’est lors d’une conférence TEDx donnée à Islamabad en novembre 2014 qu’elle se fait connaître du grand public dans son pays. Elle témoigne de cet accident tragique qui a complètement changé sa vie, passant par le pire d’abord pour l’amener à se dépasser et trouver la force de se relever.
Lors de sa nomination en tant qu'ambassadrice de l’ONU, elle a déclaré : « Je suis fermement engagée auprès d’ONU Femmes et j’adhère à notre rôle dans la lutte contre la discrimination basée sur le genre et dans l’œuvre commune en faveur de l’égalité... ».
En 2015, elle figure parmi les 100 Femmes de la BBC. En 2019, elle est entrée dans le classement des 500 musulmans les plus influents au monde.

## Culture populaire
- Le rappeur Euphonik lui rend hommage dans sa chanson Muniba sur son album Thérapie.